# Aziz
Aziz (arabe عزيز [azîz] « cher, aimé, puissant »), est un nom de personne masculin. En raison de sa parenté sémantique avec Aimé, il est fêté le 13 septembre. La forme féminine correspondante est Aziza.
On retrouve la racine ʿaz dans Booz (en hébreu bôʿaz « en lui [est] la force) », nom de l'arrière-grand-père du roi David.
Dans la tradition musulmane, Al-ʿAziz est le Potiphar biblique, qui a acheté comme esclave Youssef. Sa femme Zouleïkha (dont le nom ne figure pas dans la Bible ni dans le Coran) s'éprend de Youssef, lequel résiste à ses avances. Elle l'accuse alors d'avoir cherché à la violer et il est injustement emprisonné.
Aziz est aussi une dénomination de Dieu dans l’islam (« le Puissant ») et apparaît en composition dans Abdelaziz (ʿabd al-ʿazîz « serviteur du Puissant »), que l'on retrouve dans le toponyme marocain Aït Abdelaziz. Un dérivé de ce nom est Moez « celui qui procure la puissance ».
Azouz en est un diminutif affectueux.
Par ailleurs, Aziz, souvent appelé Sebt Aziz, est une commune de la wilaya de Médéa, en Algérie.

## Patronyme
Aziz est un nom de famille  notamment porté par :

- Vahid Aziz (1945-), traducteur azerbaïdjanais.